# Глозман, Михаил Константинович
Михаил Константинович Глозман (1922—2001) — профессор, заслуженный конструктор РФ, заместитель главного конструктора на судостроительном предприятии «Адмиралтейские верфи», академик Санкт-Петербургской академии истории науки и техники, участник Великой Отечественной войны.
Научные интересы Михаила Константиновича включали в себя проблемы совершенствования проектирования конструкции корпуса, технологии их постройки, спуска судов. Он являлся одним из создателей нового направления в проектировании корпусов судов — технологичности конструкций, принимал участие в проектировании и создании атомного ледокола «Ленин», в постройке 38 атомных подводных лодок.
В СПбГМТУ Михаил Константинович читал лекции по дисциплинам, связанным с проектированием конструкций корпуса транспортных судов, подводных лодок и аппаратов.
Похоронен на Еврейском кладбище Санкт-Петербурга (упоминается и как Преображенское еврейское).

## Государственные награды
- Заслуженный конструктор Российской Федерации[3].